# Хираи, Кадзуо
Кадзуо «Каз» Хираи (яп. 平井 一夫 Хираи Кадзуо, р. 22 декабря 1960 года в Токио) — председатель совета директоров японской корпорации Sony с 2018 года, бывший генеральный директор компании. Работает в Sony с 1984 года. До назначения в декабре 2006 года на пост гендиректора SCEI был президентом и генеральным директором отделения этой компании в США: Sony Computer Entertainment America (SCEA).

## Биография
Отец Кадзуо был банкиром, который надолго уезжал из Японии в командировки и брал сына с собой. Хираи начал подрабатывать во время учёбы в начальной школе в Нью-Йорке: за 25 центов чаевых он носил газеты, газированную воду и закуски женщинам, которым делали укладку волос в парикмахерских. Кроме того, в детстве Хираи увлекался автомобилями: мог определить марку и модель машины по форме бампера или крыла.
Хираи окончил Американскую школу в Японии (American School in Japan, ASIJ) и в 1979 году поступил в токийский Международный христианский университет (International Christian University, ICU), который окончил со степенью бакалавра гуманитарных наук.
В апреле 1984 года Хираи нанялся на работу в CBS Sony Records, где уже работали его одноклассники из ASIJ. Поначалу Хираи занимался маркетингом зарубежной музыки в Японии, а затем возглавил отдел международного сотрудничества Sony. Затем Хираи был переведён в нью-йоркский офис компании и отвечал за популяризацию в США японских музыкальных исполнителей.
В августе 1995 года Хираи получил должность операционного управляющего в Sony Computer Entertainment America (SCEA) — американском отделении Sony, занимавшемся распространением и поддержкой игровых консолей Sony. В 1999 году он был назначен главным операционным директором и президентом, а в августе 2003 года — генеральным директором SCEA.
Известность получило выступление Хираи, сделанное в 2002 году, в котором он заявил, что «война консолей окончена» и что консоль PlayStation 2 сумела завоевать рынок у конкурентов — Microsoft и Nintendo. Благодаря Хираи в США Sony удалось популяризовать консольные онлайн-игры и создать крупнейшее на тот момент в мире сообщество из 2 миллионов онлайн-игроков. В 2006 году Хираи отвечал за подготовку дебюта в США новой игровой консоли — PlayStation 3.
В июле 2006 года Хираи стал вице-президентом группы компаний Sony Computer Entertainment Incorporated (SCEI). 1 декабря 2006 года, спустя две недели после релиза PlayStation 3, Хираи занял пост президента SCEI, сменив на нём создателя серии PlayStation Кэна Кутараги, который сохранил за собой пост председателя и генерального директора SCEI. В апреле 2007 года Кутараги покинул и эти посты, оставшись почётным председателем группы компаний, и, таким образом, Хираи стал гендиректором и президентом SCEI. Кроме того, он сохранил за собой пост в совете директоров SCEA. На посту генерального директора SCEI Хираи много внимания уделял сохранению позиций PlayStation 3 на международном рынке и увеличению спроса на консоль за счёт уменьшения цены.
В 2009 году, когда в компании Sony произошли структурные изменения и было выделено две новых бизнес-группы, Хираи возглавил одну из них — «Сетевые продукты и услуги» (Networked Products & Services Group). Это подразделение отвечало за производство и поддержку игр, компьютеров, мобильных телефонов и сетевых услуг. Также он стал одним из исполнительных вице-президентов корпорации Sony (Executive Vice President). Свой пост в Sony Computer Entertainment он сохранил.
В 2011 году Хираи снова получил повышение в корпорации: его сделали полномочным исполнительным заместителем президента (Representative Executive Deputy President), а также полномочным исполнительным членом правления (Representative Corporate Executive Officer). Хираи стал ответственным за новое, самое большое подразделение корпорации — «Потребительские товары и услуги» (Consumer Products & Services Group), которое включило в себя телевидение, видео и аудио для домашнего использования, оборудование для работы с цифровыми изображениями, компьютерную технику, игры и мобильные телефоны. Высказывались предположения, что именно Хираи станет преемником Говарда Стрингера (Howard Stringer) на посту главы корпорации Sony. Ожидалось, что последний покинет свой пост в 2013 году.
2 февраля 2018 года Sony объявила, что Хираи покинет пост президента и генерального директора с 1 апреля 2018 года и будет заменен финансовым директором Кэнъитиро Ёсидой. Хираи будет выполнять функции председателя после ухода с должности. 
По мнению журнала Entertainment Weekly, Хираи является одним из самых влиятельных генеральных директоров в мире. Кроме того, пресса отмечала, что благодаря Хираи прибыли Sony от продажи консолей и игр к ним приблизились к доходам кинокомпаний и музыкальных издателей.
Хираи запомнился многим геймерам благодаря пресс-конференции Sony, которая прошла в мае 2006 года в рамках выставки E3. Некоторые его высказывания (например, «Riiidge Raaaceeeer» — не слишком удачная попытка привлечь внимание собравшихся к одной из игр) в дальнейшем неоднократно цитировали различные журналисты. Более того, год спустя шутка про гоночную игру Ridge Racer прозвучала уже во время официальной пресс-конференции, приуроченной к выставке E3 2007. Её использовал Джек Треттон, сменивший Хираи на посту главы SCEA.
Хираи женат, его супругу зовут Рико. У них двое детей: Мики и Кэндзи. Хираи увлекается автомобилями, велосипедами, астрономией и фотографией. Он предпочитает простую одежду: джинсы и кеды. По его собственному признанию, Хираи проводит за играми от 4 до 5 часов в неделю.